# Иван Зафиров
Иван Георгиев Зафиров (роден на 30 декември 1947 г.), известен и с прякора Копата, е бивш български футболист, десен защитник, а впоследствие треньор по футбол. Легенда на ЦСКА (София). Между 1962 г. и 1981 г. изиграва общо 364 мача и бележи 5 гола в А група.

## Биография

### Като футболист
Играл е за ЦСКА (1962 – 1966, 1968 – 1981) и Сливен (1966 – 1968). Има 364 мача и 5 гола в А група (340 мача с 4 гола за ЦСКА и 24 мача с 1 гол за Сливен). С отбора на ЦСКА е деветкратен шампион на България (1966, 1969, 1971, 1972, 1973, 1975, 1976, 1980 и 1981) и петкратен носител на Купата на Съветската армия (1965, 1969, 1972, 1973 и 1974 г.). Има 50 мача и 1 гол за А националния отбор (1968 – 1980), 9 пъти е негов капитан, 1 мач за Б националния, 15 мача с 1 гол за младежкия и 3 мача за юношеския национален отбор. Участва на СП-1974 в Германия, но не влиза в игра. Сребърен медалист от ОИ-1968 в Мексико. Завършва ВИФ „Георги Димитров“. „Заслужил майстор на спорта“ от 1974 г. Награден със сребърен орден на труда през 1968 г. За ЦСКА има 37 мача в евротурнирите (26 за КЕШ, 6 за КНК и 5 за купата на УЕФА). Един от стабилните крайни защитници, притежава добра техника, бързина и често се включва в нападение, коректен на терена.

### Като треньор
Веднага след прекратяване на състезателната си кариера Зафиров става старши треньор на втородивизионния Розова долина (Казанлък). През сезон 1981/82 извежда отбора до историческа първа промоция в А група. През следващия сезон обаче „розите“ завършват на предпоследното 15-о място и изпадат във втория ешелон.